# Erhard Arvid Wahman
Erhard Arvid Natanael Wahman, i regel omnämnd som E.A. Wahman, född 15 augusti 1875 i Säters församling, Skaraborgs län, död 27 december1958 i Örgryte församling, Göteborg, var en svensk trädgårdsmästare. 
Wahman var elev vid Läckö slotts parkanläggningar 1889–1890, anställdes vid L.E. Otterstens handelsträdgård vid Stockby gård 1891, tjänstgjorde vid Stockholms stads planteringar 1898–1899, var trädgårdsmästare vid Göteborgs stads planteringar 1901–1911 och stadsträdgårdsmästare i Göteborgs stad från 1912. Han var ordförande i Sällskapet Hortikulturens vänner 1936–1948, i Västra Sveriges trädgårdsmannasällskap och i dess begravningskassa samt vice ordförande i Föreningen Sveriges stadsträdgårdsmästare.